# Liste der Monuments historiques in Ganties
Die Liste der Monuments historiques in Ganties führt die Monuments historiques in der französischen Gemeinde Ganties auf.

## Liste der Bauwerke
| Bezeichnung                      | Beschreibung                               | Standort | Kennzeichnung | Schutzstatus | Datum | Bild |
| -------------------------------- | ------------------------------------------ | -------- | ------------- | ------------ | ----- | ---- |
| Souterrain de Houantaou (Grotte) | auch auf dem Gebiet der Gemeinde Montespan | (Lage)   | PA00094339    | Classé       | 1924  |      |